# رابرت ریچاردسون (فیلم‌بردار)
 رابرت ریچاردسون (انگلیسی: Robert Richardson؛ زادهٔ ۲۷ اوت ۱۹۵۵) یک مدیر فیلم‌برداری اهل ایالات متحده آمریکا است.

## فیلمشناسی
| سال  | فیلم                                          | کارگردان                   | یادداشت‌ها |
| ---- | --------------------------------------------- | -------------------------- | --- |
| ۱۹۸۲ | An Outpost of Progress                        | Dorian Walker              | |
| ۱۹۸۶ | سالوادور                                      | الیور استون                | نامزد: Independent Spirit Award for Best Cinematography                                                                            |
| ۱۹۸۶ | جوخه                                          | الیور استون                | برنده: Independent Spirit Award for Best Cinematography نامزد - جایزه اسکار بهترین فیلمبرداری نامزد - جایزه بفتا بهترین فیلم‌برداری |
| ۱۹۸۷ | وال استریت                                    | الیور استون                | |
| ۱۹۸۷ | Dudes                                         | پنلوپه اسفیریس             | |
| ۱۹۸۸ | Eight Men Out                                 | جان سیلس                   | |
| ۱۹۸۸ | Talk Radio                                    | الیور استون                | نامزد: Independent Spirit Award for Best Cinematography                                                                            |
| ۱۹۸۹ | متولد چهارم ژوئیه                             | الیور استون                | نامزد: جایزه اسکار بهترین فیلمبرداری نامزد: ASC Award                                                                              |
| ۱۹۹۱ | درها                                          | الیور استون                | |
| ۱۹۹۱ | جی‌اف‌کی                                        | الیور استون                | برنده: جایزه اسکار بهترین فیلمبرداری نامزد: ASC Award                                                                              |
| ۱۹۹۱ | City of Hope                                  | جان سیلس                   | |
| ۱۹۹۲ | چند مرد خوب                                   | راب رینر                   | نامزد: ASC Award |
| ۱۹۹۳ | بهشت و زمین                                   | الیور استون                | نامزد: ASC Award |
| ۱۹۹۴ | قاتلین بالفطره                                | الیور استون                | |
| ۱۹۹۵ | نیکسون                                        | الیور استون                | |
| ۱۹۹۵ | کازینو                                        | مارتین اسکورسیزی           | |
| ۱۹۹۷ | دور برگردان                                   | الیور استون                | |
| ۱۹۹۷ | سریع، ارزان و خارج از کنترل                   | ارول موریس                 | |
| ۱۹۹۷ | سگ را بجنبان                                  | بری لوینسون                | |
| ۱۹۹۸ | نجوای اسب                                     | رابرت ردفورد               | نامزد: ASC Award |
| ۱۹۹۹ | Snow Falling on Cedars                        | اسکات هیکز                 | نامزد: جایزه اسکار بهترین فیلمبرداری نامزد: ASC Award                                                                              |
| ۱۹۹۹ | احیای مردگان                                  | مارتین اسکورسیزی           | |
| ۲۰۰۱ | Powder Keg                                    | آلخاندرو گونزالز اینیاریتو | فیلم کوتاه |
| ۲۰۰۲ | The Four Feathers                             | شکهار کاپور                | |
| ۲۰۰۳ | بیل را بکش: Vol. 1                            | کوئینتین تارانتینو         | |
| ۲۰۰۴ | بیل را بکش: Vol. 2                            | کوئینتین تارانتینو         | |
| ۲۰۰۴ | هوانورد                                       | مارتین اسکورسیزی           | برنده: جایزه اسکار بهترین فیلمبرداری نامزد: ASC Award نامزد: جایزه بفتا بهترین فیلم‌برداری                                          |
| ۲۰۰۶ | چوپان خوب                                     | رابرت دو نیرو              | نامزد: ASC Award |
| ۲۰۰۸ | Shine a Light                                 | مارتین اسکورسیزی           | |
| ۲۰۰۸ | رویه استاندارد عملیات نظامی                   | ارول موریس                 | |
| ۲۰۰۹ | حرامزاده‌های لعنتی                             | کوئینتین تارانتینو         | نامزد - جایزه اسکار بهترین فیلمبرداری نامزد - ASC Award نامزد - جایزه بفتا بهترین فیلم‌برداری                                       |
| ۲۰۱۰ | جزیره شاتر                                    | مارتین اسکورسیزی           | |
| ۲۰۱۰ | بخور، عبادت کن، عشق بورز                      | رایان مورفی                | |
| ۲۰۱۱ | Living in the Material World: George Harrison | مارتین اسکورسیزی           | |
| ۲۰۱۱ | هوگو                                          | مارتین اسکورسیزی           | برنده - جایزه اسکار بهترین فیلمبرداری نامزد - ASC Award نامزد - جایزه بفتا بهترین فیلم‌برداری                                       |
| ۲۰۱۲ | جنگوی آزادشده                                 | کوئینتین تارانتینو         | نامزد - جایزه اسکار بهترین فیلمبرداری                                                                                              |
| ۲۰۱۵ | هشت نفرت‌انگیز                                 | کوئینتین تارانتینو         | |

روزی روزگاری در هالیوود